# Antônio Silva (Fußballspieler, 1952)
Antônio Carlos da Silva (* 24. August 1952 in Guaratinguetá) ist ein ehemaliger brasilianischer Fußballspieler und Fußballtrainer.

## Karriere
Silva begann seine Profilaufbahn 1973 beim brasilianischen Erstligisten FC São Paulo. Für São Paulo bestritt er 93 Erstligaspiele und schoss dabei acht Tore. Mit dem Verein wurde er 1977 brasilianischer Meister. Ende 1978 beendete er seine Karriere als Fußballspieler.
1995 wurde Silva Co-Trainer der japanischen Yokohama Flügels unter Bunji Kimura. Im Mai löste Silva dann Kimura als Trainer von Yokohama ab.

## Erfolge
FC São Paulo
- Staatsmeisterschaft von São Paulo: 1975
- Brasilianischer Meister: 1977